# Arenas (Bolívar)
Arenas es un centro poblado del municipio de San Jacinto (Bolívar), en Colombia. Tiene unos 1000 habitantes aproximadamente y está situada en la zona montañosa del departamento de Bolívar a una distancia de 11,5 km de la cabecera municipal.

## Características generales

### Climatología y temperatura
El clima que se da en Arenas es un clima tropical con lluvias regulares entre abril, julio, septiembre y noviembre. La humedad es de alrededor del 70% y la temperatura promedio es de 25 °C, estas condiciones son típicas de las sabanas de Bolívar.

### Topografía
Arenas presenta en su extensión territorial zonas montañosas y onduladas típico de los Montes de María.

## Economía local
En la actualidad la economía local de Arenas de basa en la agricultura con la siembra y producción de Ñame Espino, Ñame Diamante, Ñame Criollo, Aguacate, Maíz y variedad de frutas.

## Sitios turísticos

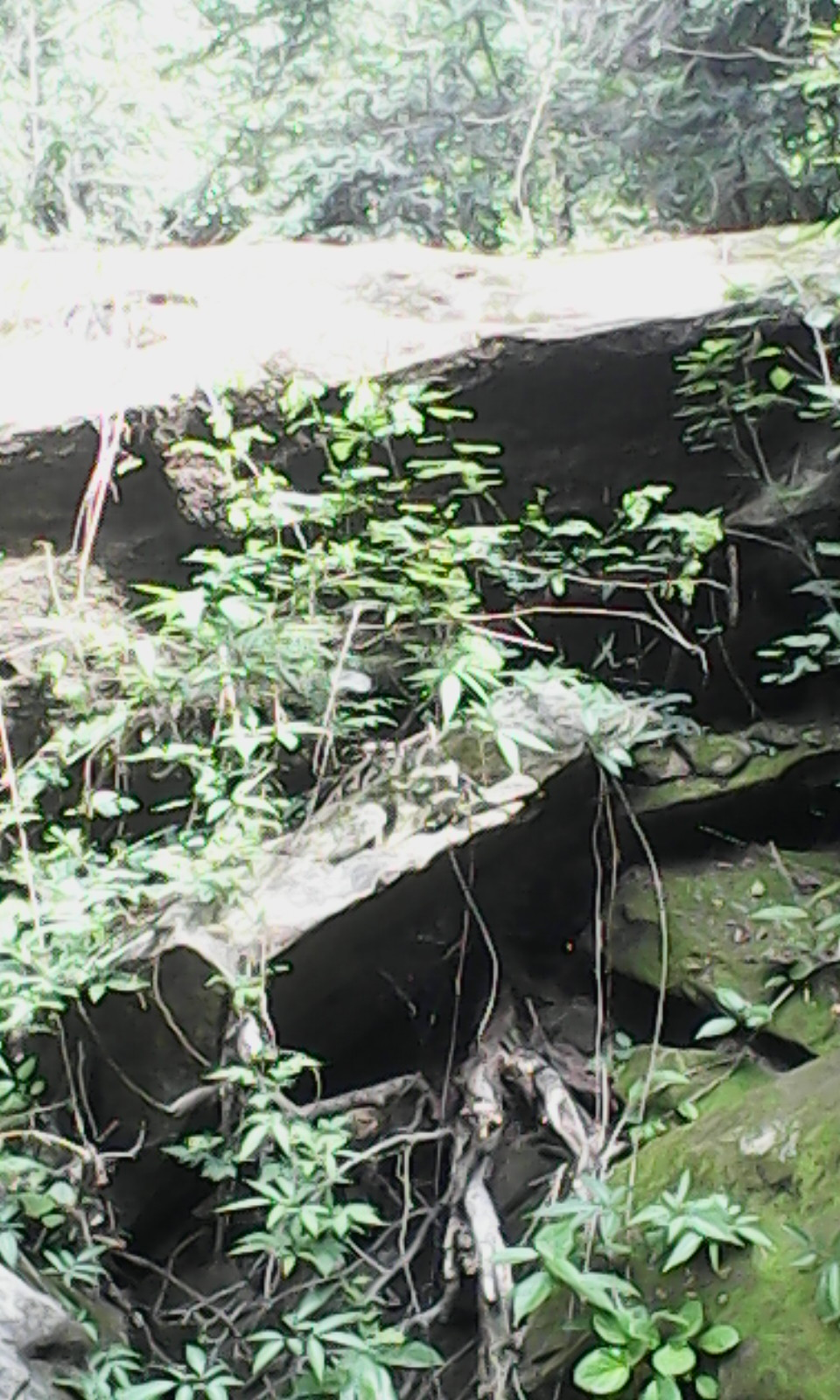
Salto Arenas.

El Salto, es una cascada en una quebrada

## Historia
Arenas fue fundado hace más de 200 años, alrededor de 1818 por Antonio Arenas, quien fue procedente de otras tierras y quien llegara ahí y se instalara en una de las tierras baldías que se encontraba al momento de su llegada. El señor Arenas se caracterizaba por compartir sus productos de cosecha, de caza y domésticos lo que hacía que mucha gente lo visitara. 
A quienes le visitaban les preguntaban ¿para donde vas? y las personas respondían: "Voy para donde Arenas". Se fueron concentrando más y más personas cultivando el campo de caña de azúcar y entre fincas y fincas se compartía e intercambiaban los productos. Así se corrió la voz y el municipio se quedó con el apellido de su primer habitante.[cita requerida]